# Imari
Imari (jap. 伊万里市 Imari-shi) – miasto w Japonii, na wyspie Kiusiu, w prefekturze Saga.
Miasto znane jest ze względu porcelanę Imari, której europejska nazwa odnosi się do japońskich wyrobów porcelanowych, wykonanych w miejscowości Arita. Od XVII wieku porcelana była eksportowana z portu Imari do Europy.

## Populacja
Zmiany w populacji Imari w latach 1970–2015:
| Rok  | Populacja |
| ---- | --------- |
| 1970 | 61 561    |
| 1975 | 60 913    |
| 1980 | 61 243    |
| 1985 | 62 044    |
| 1990 | 60 882    |
| 1995 | 60 348    |
| 2000 | 59 143    |
| 2005 | 58 190    |
| 2010 | 57 181    |
| 2015 | 55 294    |